# Pupella Maggio
Pupella Maggio, seudónimo artístico de Giustina Maggio (Nápoles, 10 de abril de 1910-Roma, 8 de diciembre de 1999) fue una temperamental actriz italiana de cine y teatro. 
Su popularidad se debió a sus interpretaciones como la madre universal (e italiana por excelencia), como en Amarcord de Federico Fellini.

## Vida y trayectoria
Nacida en una familia de actores, sus hermanos todos actores - Enzo, Beniamino, Dante, Icadio, Rosalia y Margherita - y su padre "capocomico" de su época, Domenico Maggio ("Don Mimì").
Su bautismo artístico fue a los dos años haciendo de muñeca en el espectáculo de Eduardo Scarpetta "La Pupa Movibile": de allí quedó el eudónimo artístico "Pupella" (muñequita en napolitano). Así escribió en su autbiografía« A due anni mi portarono in scena dentro uno scatolone legata proprio come una bambola perché non scivolassi fuori. E così il mio destino fu segnato. Da "Pupatella" attraverso la poupée francese, divenni per tutti "Pupella" nel teatro e nella vita ("Me llevaron a escena a los dos años como una muñeca. Así fue señalado mi destino. De "Pupatella", como muñeca en francés se transformó en Pupella, un nombre para el teatro y para la vida")»
Abandona la escena debido a la muerte de sus padres en 1940 y 1943, se traslada a Roma trabajando de modista. 
En 1954 entra en la famosa "Scarpettiana", la compañía de Eduardo De Filippo sustituyendo a Titina De Filippo, que había fallecido, en el papel de Filomena Marturano y muchísimas otras.
En 1959 se consagra como Rosa en Sábado, domingo y lunes ganando los premios Mascara de Oro, San Genesio y el Nettuno.
En 1960 deja la compañía y será dirigida en teatro por Luchino Visconti en "L'Arialda" de Giovanni Testori. Seguirá con In memoria di una signora amica de Giuseppe Patroni Griffi, junto a Lilla Brignone dirigidas por Francesco Rosi. 
En la década del 60 comienza a actuar en cine junto a Vittorio De Sica (La ciociara, con Sophia Loren), Roberto Rossellini, Luigi Comencini, Giuseppe Patroni Griffi, Camilo Mastrocinque, Mario Amendola y John Huston en La Biblia. En 1969 gana el Nastro d'Argento como actriz de reparto en El médico de la mutual de Luigi Zampa con Alberto Sordi.
En 1973, como la madre del protagonista de Amarcord de Federico Fellini accede a la popularidad internacional.
Entre 1979 y 1987 será dirigida en varios espectáculos por Tonino Calenda en obras de Shakespeare, Brecht (Madre Coraje y sus hijos) y Samuel Beckett.
En 1982 se reúne un espectáculo sobre la familia Maggio: Na sera `e... Maggio de Antonio Calenda.
En 1988 se muda a Todi y encarna a Maria en Nuovo Cinema Paradiso de Giuseppe Tornatore.
En Fate come noi de 1999 hace última aparición en cine muriendo poco después en Roma.

## Vida privada
Se casó en 1962 con Luigi Dell'Isola, divorciándose en 1976. Tuvieron una hija, Maria.

## Autobiografía
- Poca luce in tanto spazio, Carlo Grassetti Editore, 1997.

1. 1 2
2. ↑  «Archivi Teatro Napoli». Consultado el 2009.
3. ↑  «Maggio Giustina, detta Pupella (Napoli 1910), attrice. - DelTeatro.it». Consultado el 2009.